# Кифер, Алдин
Алдин Силлиман Кифер (англ. Aldine Silliman Kieffer; 1 августа 1840, Майами, округ Салин, штат Миссури — 30 ноября 1904, Дейтон, штат Виргиния) — американский музыкальный издатель и педагог.
Внук музыкального педагога и издателя Джозефа Функа, с семилетнего возраста помогал своему деду в типографии. Юношей начал преподавать пение в окрестных школах. В ходе Гражданской войны в США воевал в составе Северовирджинской армии, в 1864 г. был взят в плен, содержался в крепости Форт-Делавер. Выйдя на свободу, вместе с мужем своей сестры Эфраимом Рубушем возродил издательство Функа, умершего в 1862 г., в 1878 г. перенёс его из деревушки Сингерс-Глен, где жил Функ, в город Дейтон; там же основал музыкальную школу, где среди учеников Кифера был Энтони Шоуолтер, приходившийся ему четвероюродным племянником.
Выпускал учебники и песенники для школьного употребления, редактировал нотные периодические издания Musical Million (с 1870 г.) и Fireside Friend, популяризировавшие особый тип музыкальной нотации — изображение каждой ноты значком особой формы, для облегчения возможности чтения нот с листа. Среди песенников Кифера особой популярностью пользовался сборник «Храмовая звезда» (англ. The Temple Star; 1877), включавший песню «Сумерки крадутся» (англ. Twilight is Stealing), написанную Б. К. Анселдом на слова Кифера и широко исполняемую до сих пор в различных обработках.